# Alachaur
Alachaur ou Allachaur (em panjabi:  ਅਲਾਚੌਰ) é uma vila no distrito de Shaheed Bhagat Singh Nagar do estado de Punjab, Índia.  Ela fica a 6 quilômetros de Garhshankar, 38 quilômetros de Phagwara e 93 quilômetros da capital do estado Chandigarh. O vilarejo é administrado por um sarpanch, um representante eleito pelo povo que simboliza os assuntos da aldeia.

## Demografia
Até 2011, Alachaur contava um número total de 263 casas e população de 1218, dos quais 596 são do sexo masculino e 622 do sexo feminino, de acordo com o relatório publicado pelo censo realizado na Índia em 2011. A taxa de alfabetização de Alachaur é 84.47%, superior à média do estado de 75.84%. A população de crianças menores de 6 anos é de 117, que forma 9.61% da população total de Alachaur.
Uma minoria da população do vilarejo é de casta registrada compondo uma parcela  23.65% da população total. A cidade não tem nenhuma população de tribos registradas.
Conforme o relatório publicado pelo censo Indiano de 2011, 328 pessoas estavam envolvidas em atividades de trabalho dentre o total da população, sendo 278 homens e 150 mulheres empregados. De acordo com o censo de relatório de vistoria de 2011, 94.82% dos trabalhadores descrevem o seu trabalho como trabalho principal, mas 5.18% dos trabalhadores estão envolvidos em atividades marginais/ilegais que proveriam subsistência por menos de 6 meses.

## Ensino
A vila tem uma escola de ensino médio Punjabi. As escolas oferecem refeição ao meio-dia. A escola oferece educação gratuita para crianças entre as idades de 6 e 14.
A faculdade de engenharia KC e a de Doaba Khalsa são as mais próximas da região. O Instituto de Formação Industrial para as mulheres (ITI Nawanshahr) fica a 5 quilômetros de distância da aldeia.

## Marcos
Gurudawara Akal Bunga, Gurudwara Sahib e Khanga Peer são locais religiosos da aldeia.

## Transporte
A estação ferroviária de Nawanshar é a estação de trem mais próxima, mas, no entanto, a estação de Garhshankar fica a aproximadamente 8.2 quilômetros da aldeia. O aeroporto doméstico mais próximo é o de Sahnewal, localizado na cidade de Ludhiana, a 60 quilômetros de distância ; e o aeroporto internacional mais próximo fica em Chandigarh, e o segundo mais próximo, o Aeroporto Internacional Sri Guru Ram Dass Jee a 156 quilômetros de distância, fica em Amritsar.